# We Are Here (Alicia Keys)
We Are Here è un brano musicale della cantante statunitense Alicia Keys, pubblicato il 15 settembre 2014 come singolo dalla RCA Records.
La canzone riflette su questioni sociali e politiche nazionali e internazionali, venendo apprezzata dalla critica, vincendo il NAACP Image Award per la miglior canzone ed è stata candidata per la migliore canzone con un messaggio sociale agli MTV Europe Music Awards 2014.

## Descrizione
Il brano è stato scritto da Alicia Keys, Kasseem Dean, Harold Lilly e Mark Batson. La cantante ha raccontato il significato del brano e la sua concezione in un'intervista a Billboard:

## Video musicale
Il video musicale del brano, diretto da Art Johnson, è stato caricato ” è stato pubblicato in anteprima sul profilo Facebook di Keys l'8 settembre 2014 e successivamente sul profilo YouTube della cantante il 15 settembre 2014.

## Tracce
- Download digitale

1. We Are Here – 4:44

## Classifiche
| Classifica (2014) | Posizione massima |
| ----------------- | ----------------- |
| Francia           | 111               |
| Svizzera          | 32                |

## Riconoscimenti
MTV Europe Music Awards
- 2014 - Candidatura alla miglior canzone con un messaggio sociale[7]

NAACP Image Award
- 2015 - Miglior canzone[8]

## Uso nei media
We Are Here è stato inserito nel cortometraggio We Rise; il film faceva parte della mostra Hotbed della New York Historical Society sul suffragio femminile, che si è svolta dal 3 novembre 2017 al 25 marzo 2018.